# Luftschiffbau Zeppelin
Luftschiffbau Zeppelin GmbH es una empresa alemana de fabricación de aeronaves, conocida por su papel de liderazgo en el diseño y fabricación de los dirigibles, comúnmente conocidos como "Zeppelines" gracias a la notoriedad de la compañía a comienzos del siglo XX. El nombre 'Luftschiffbau' es una palabra alemana que significa construcción de aeronaves.
Desaparecida tras la Segunda Guerra Mundial, la compañía reinició su actividad en la década de 1990.

## Historia
La compañía fue fundada por el Conde Ferdinand von Zeppelin en 1908 como una entidad formal para continuar avanzando en su investigación pionera sobre aeronaves rígidas. Luftschiffbau Zeppelin se convirtió en el fabricante líder en el campo de los vehículos grandes más ligeros que el aire; sus productos se utilizaron tanto con fines militares como civiles. La firma fundó DELAG, la primera compañía aérea del mundo en usar una aeronave en un servicio comercial en 1909 sobre la base del interés del público en la actividad, utilizando sus propios dirigibles. Durante la Primera Guerra Mundial, los Zeppelines se emplearon como los primeros bombarderos estratégicos de larga distancia, lanzando numerosos ataques sobre Bélgica, Francia y el Reino Unido. Tras la muerte del Conde von Zeppelin en 1917, el control de Luftschiffbau Zeppelin recayó en el Dr. Hugo Eckener, un entusiasta defensor del valor civil de las aeronaves. Sin embargo, los aliados reclamaron los zepelines de Alemania como reparaciones de guerra.
La compañía continuó innovando durante el período de entreguerras, construyendo el dirigible rígido más grande de la historia, el LZ 129 Hindenburg, buque insignia de la Clase Hindenburg. Sin embargo, la fortuna de la compañía se vio mermada durante la época del nazismo, particularmente después del resonante desastre del dirigible Hindenburg. Sus aeronaves fueron retiradas del servicio y desguazadas en 1940 para producir aviones de combate de ala fija destinados a engrosar la maquinaria de guerra de la Alemania nazi. Durante la Segunda Guerra Mundial, la empresa se involucró en la fabricación del Cohete V2, por lo que sus instalaciones fueron atacadas por los bombardeos aliados y casi llegó a desaparecer en los últimos meses del conflicto. Durante la década de 1980, Luftschiffbau Zeppelin GmbH reorganizó su actividad, y desde entonces se ha convertido en un accionista importante de la empresa "ZLT Zeppelin Luftschifftechnik GmbH", que desarrolló y produjo el Zeppelin NT, un dirigible de diseño avanzado.

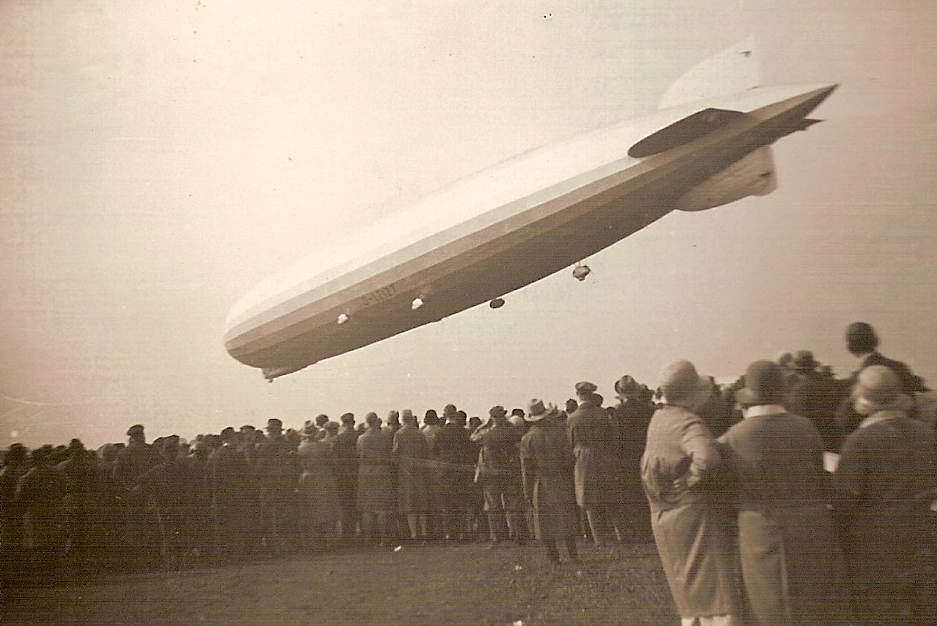
El LZ 127 Graf Zeppelin de la compañía DELAG, la primera aerolínea del mundo

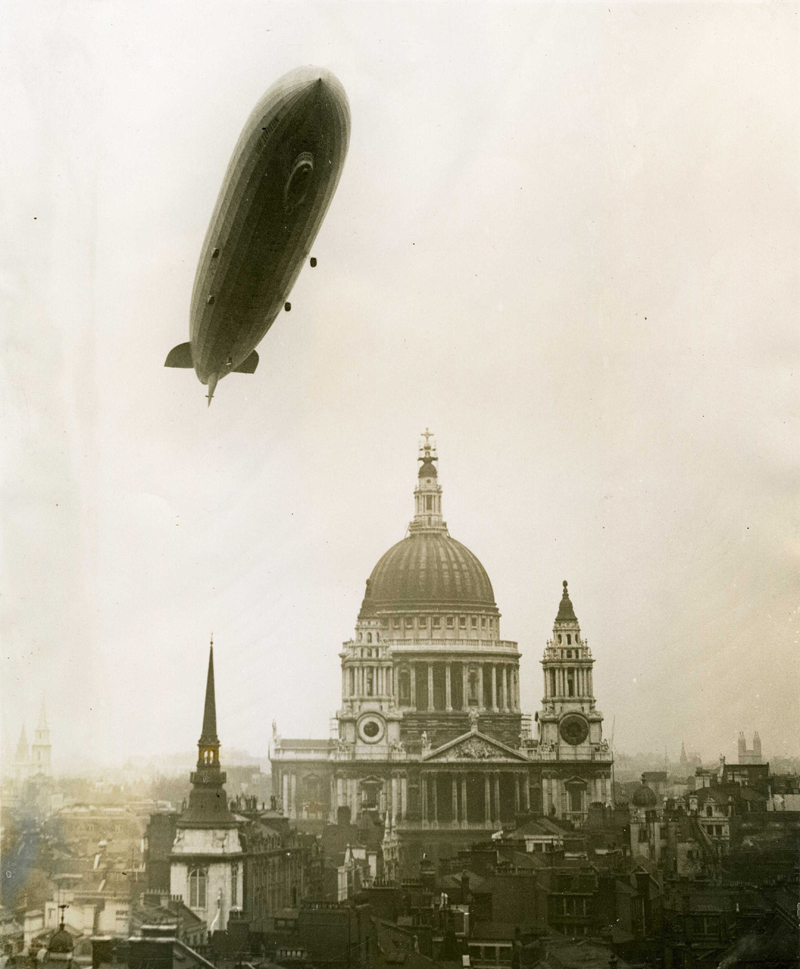
El Graf Zeppelin sobrevolando la Catedral de San Pablo de Londres

### Primeros años
Durante 1900, el primer dirigible del Conde von Zeppelin realizó su primer vuelo. Inicialmente, su investigación estaba siendo financiada por el propio conde, así como por donaciones privadas, e incluso por una lotería. El interés del público en las actividades de Zeppelin creció con el éxito de cada vuelo. En 1908, el Zeppelin LZ 4 quedó destruido durante un publicitado vuelo de prueba. Sin embargo, este aparente revés resultó afortunado a largo plazo, ya que su pérdida provocó una avalancha de apoyo público, y la campaña de donaciones que siguió al accidente recaudó más de seis millones de marcos alemanes, que se utilizaron para crear tanto 'Luftschiffbau Zeppelin GmbH' como la  fundación Zeppelin.
Luftschiffbau Zeppelin procedió a diseñar y fabricar una amplia gama de aeronaves Zeppelin, que encontraron uso tanto en el sector civil como en el militar. La compañía desempeñó un papel de liderazgo en el campo de los grandes vehículos más ligeros que el aire, estableciendo numerosas primicias e innovaciones durante las décadas siguientes. Una de esas innovaciones fue la fundación de la compañía DELAG en 1909, la primera aerolínea del mundo, pionera en utilizar una aeronave en un servicio comercial. En aquel momento, todavía no se habían recibido los pedidos del ejército alemán, por lo que Alfred Colsman, gerente comercial de la compañía, sugirió aprovechar el entusiasmo del público alemán por los dirigibles mediante el establecimiento de una empresa comercial de transporte de pasajeros. En julio de 1914, los Zeppelines de DELAG habían transportado 34.028 pasajeros en 1588 vuelos comerciales; la flota había volado 172.535 kilómetros acumulando 3176 horas de vuelo.

### Primera Guerra Mundial
Durante la Primera Guerra Mundial, el Imperio alemán decidió desplegar Zeppelines como bombarderos de larga distancia, lanzando numerosos ataques sobre Bélgica, Francia, y el Reino Unido. Si bien el efecto militar directo de estas incursiones de zepelines se ha considerado limitado, su novedad generó una alarma generalizada y provocó que se desviaran recursos sustanciales del frente occidental para neutralizarlos. En ese momento, el impacto de tales ataques se sobrestimó en términos de los efectos materiales y psicológicos del bombardeo de ciudades. Una consecuencia inadvertida fue el lanzamiento de una investigación parlamentaria promovida por Jan Smuts, cuyo informe condujo a la creación de la Real Fuerza Aérea británica (RAF) el 1 de abril de 1918.
La tecnología de Zeppelin mejoró considerablemente como resultado del conflicto. Luftschiffbau Zeppelin quedó bajo el control del gobierno y se reclutó nuevo personal para hacer frente al aumento de la demanda, incluido el especialista aerodinámico Paul Jaray y el ingeniero de estructuras Karl Arnstein. Muchos avances tecnológicos tuvieron su origen en un competidor de Zeppelin, la compañía Schütte-Lanz con sede en Mannheim. Si bien sus dirigibles nunca tuvieron tanto éxito, el enfoque más científico del profesor Schütte para el diseño de aeronaves condujo a innovaciones como la forma aerodinámica del casco, aletas cruciformes más simples (que reemplazan las disposiciones más complicadas en forma de caja de los Zeppelines más antiguos), motores individuales de origen automovilístico con transmisión directa, puestos de ametralladoras antiaéreas, y pozos de ventilación de gas que transferían el hidrógeno aireado a la parte superior de la aeronave. Se establecieron nuevas instalaciones de producción para ensamblar Zeppelines a partir de componentes fabricados en Friedrichshafen.
En 1917 murió el Conde von Zeppelin, y el control de la compañía recayó en Hugo Eckener, quien durante mucho tiempo había imaginado los dirigibles como naves de paz en lugar de guerra, y esperaba reanudar rápidamente los vuelos civiles. A pesar de las considerables dificultades, se completaron dos pequeños dirigibles de pasajeros: el LZ 120 Bodensee (desguazado en julio de 1928), que voló por primera vez en agosto de 1919 y en los meses siguientes transportó pasajeros entre Friedrichshafen y Berlín; y su aeronave hermana, el LZ 121 Nordstern (desguazado en septiembre de 1926), que estaba destinado a utilizarse en una ruta regular a Estocolmo.
Sin embargo, en 1921, las potencias aliadas exigieron que estos dirigibles fueran entregados como reparaciones de guerra como compensación por los dirigibles destruidos por sus propias tripulaciones en 1919. A Alemania no se le permitió construir aviones militares y solo se le autorizó producir dirigibles de menos de 1 000 000 ft³ (28 316,8 m³). Esto detuvo los planes de Zeppelin para el desarrollo de aeronaves y la empresa recurrió temporalmente a la fabricación de utensilios de cocina de aluminio.

### Entreguerra y Segunda Guerra Mundial

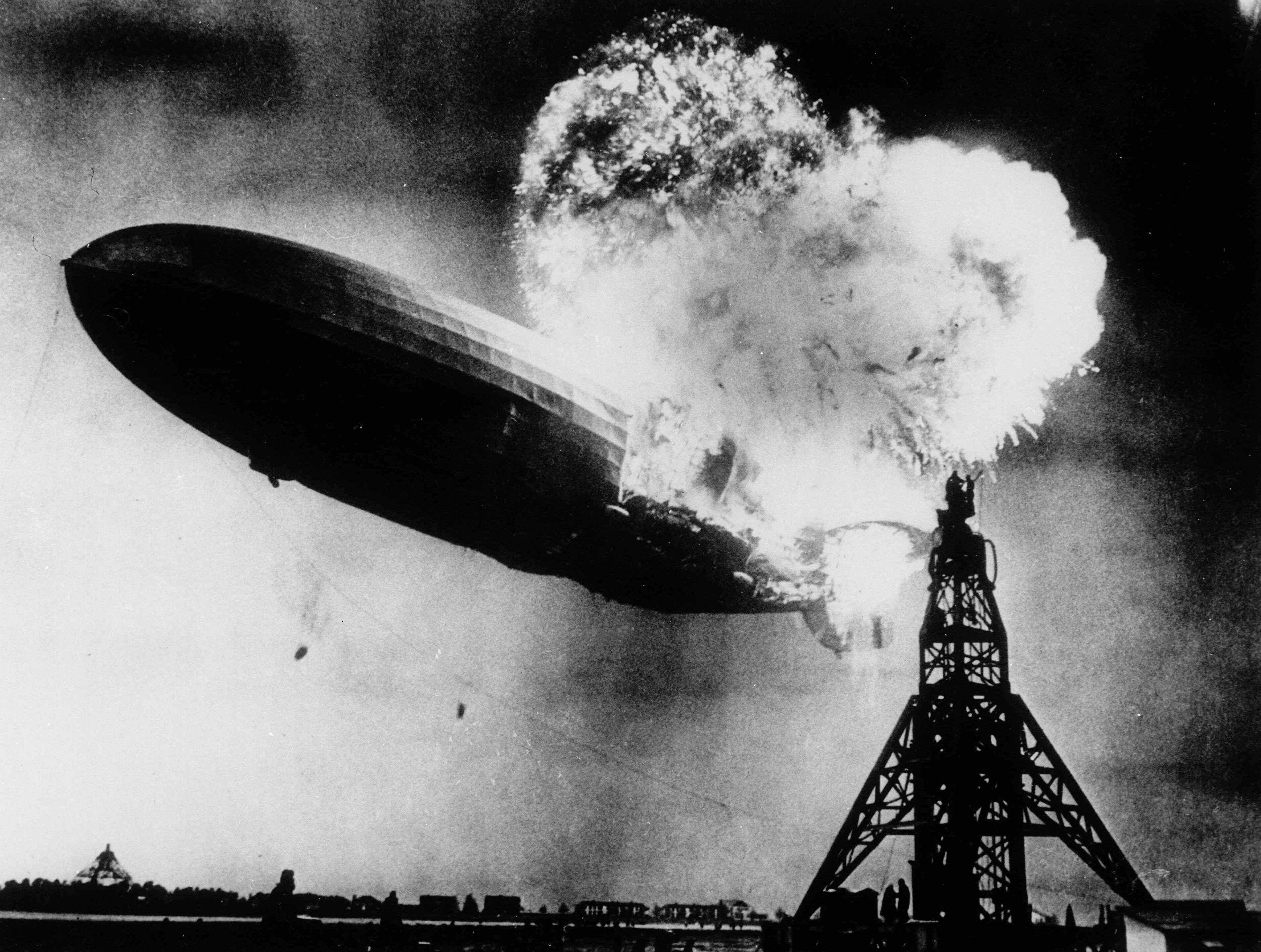
Desastre del dirigible Hindenburg
(6 de mayo de 1937)

Entre mediados de la década de 1920 y 1940, la compañía trabajó en estrecha colaboración con Goodyear para fabricar un par de Zeppelines en los Estados Unidos. Para cimentar esta relación, se creó una empresa conjunta, la Goodyear-Zeppelin Corporation con el fin de gestionar dichas actividades. El primer dirigible producido bajo esta iniciativa, el LZ 126, voló por primera vez el 27 de agosto de 1924. Sin embargo, la asociación Goodyear-Zeppelin terminó tras el estallido de la Segunda Guerra Mundial. A pesar de esto, la compañía estadounidense continuó produciendo blimps (dirigibles flexibles) durante varias décadas bajo el nombre de Goodyear.
Durante 1926, los Tratados de Locarno relajaron las restricciones a la construcción de aeronaves, pero reunir los fondos necesarios para el próximo proyecto de Luftschiffbau Zeppelin resultó problemático en la difícil situación económica de la Alemania posterior a la Primera Guerra Mundial, tarea que requirió dos años de trabajo de relaciones públicas y de publicidad para asegurar la realización del Graf Zeppelin, bautizado así en honor al fundador de la firma. El 18 de septiembre de 1928, el Graf Zeppelin voló por primera vez. En los años siguientes, no solo se iniciaron vuelos comerciales de pasajeros transatlánticos, sino que realizó varios vuelos récord, incluido una exitosa circunnavegación del mundo. La compañía estaba ansiosa por continuar mejorando las capacidades de sus aeronaves y comenzó a trabajar en el diseño de una aeronave aún más grande a finales de la década de 1920.
Quizás el dirigible más famoso fue el LZ 129 Hindenburg, el buque insignia de la Clase Hindenburg. Era un gran dirigible rígido comercial que transportaba pasajeros, convirtiéndose en la mayor aeronave del mundo en longitud y volumen. El Hindenburg fue construido por la compañía entre 1931 y 1936, y realizó su primer vuelo de prueba desde la factoría de Zeppelin en Friedrichshafen el 4 de marzo de 1936, con 87 pasajeros y tripulación a bordo. Posteriormente realizó vuelos publicitarios por Alemania en conjunto con otras aeronaves, además de vuelos comerciales transatlánticos de pasajeros a destinos tanto en América del Norte como en América del Sur.
El devenir de la compañía estuvo muy influido por el ascenso del nazismo al poder en Alemania durante 1933. En general, la Alemania nazi dio un mayor valor a los aviones "más pesados que el aire" que a los zepelines debido a su superioridad militar. A pesar de esto, los zepelines fueron utilizados de manera destacable por la nación para varias campañas importantes de propaganda, supuestamente con gran efecto. Como consecuencia de la aceptación de 11 millones de marcos del Ministerio de Propaganda de Joseph Goebbels y del Ministerio del Aire de Hermann Göring, la compañía se dividió efectivamente, con Luftschiffbau Zeppelin fabricando las aeronaves y la compañía Deutsche Zeppelin-Reederei (afiliada a Lufthansa) operando los dirigibles comercialmente. Oficialmente, Hugo Eckener era el jefe de ambas entidades pero, en la práctica, Ernst Lehmann, que se oponía menos al régimen nazi, dirigía esta última. Como resultado de las críticas de Eckener al régimen nazi, Goebbels ordenó que se censuraran las informaciones sobre la compañía en todos los medios de comunicación públicos en 1936.
Luftschiffbau Zeppelin perdió gran parte de su favor entre los círculos políticos después del famoso desastre del dirigible Hindenburg en 1937. El trágico suceso obligó a la empresa a terminar la fabricación de los Zeppelines en 1938, mientras que todas las operaciones de los dirigibles existentes cesaron en 1940. En agosto de 1939, el Graf Zeppelin II realizó un vuelo de reconocimiento en la costa de Gran Bretaña en un intento de determinar si las torres de 100 metros erigidas entre Portsmouth y Scapa Flow se utilizaban para la localización por radio de aeronaves. Los armazones del Graf Zeppelin y del Graf Zeppelin II, junto con el material de desecho del Hindenburg, serían desguazados ese mismo año, siendo sus materiales reutilizados para satisfacer la demanda de guerra de aviones de combate de ala fija para la Luftwaffe.
Durante el otoño de 1941, la compañía aceptó contratos para producir elementos del Cohete V2, específicamente tanques propulsores y secciones del fuselaje. El 17 de agosto de 1942, los aliados sospechaban que la factoría de Zeppelin en Friedrichshafen (así como Henschel Raxwerke) estaban involucrados en la cadena de suministros de los misiles V-2, y el 25 de julio de 1943, el  parlamentario británico Duncan Sandys informó que las fotos aéreas de Friedrichshafen mostraban plataformas de lanzamiento de cohetes similares a las de la Instalación de Pruebas VII en Peenemünde. Durante el mes anterior, el bombardeo de los aliados durante la Operación Bellicose dañó seriamente las instalaciones de los misiles V-2 en la factoría de Zeppelin, lo que provocó que la producción se trasladara posteriormente a Mittelwerk. Durante los últimos meses del conflicto, la empresa dejó de existir en la práctica y desapareció alrededor de 1945.

### Reaparición

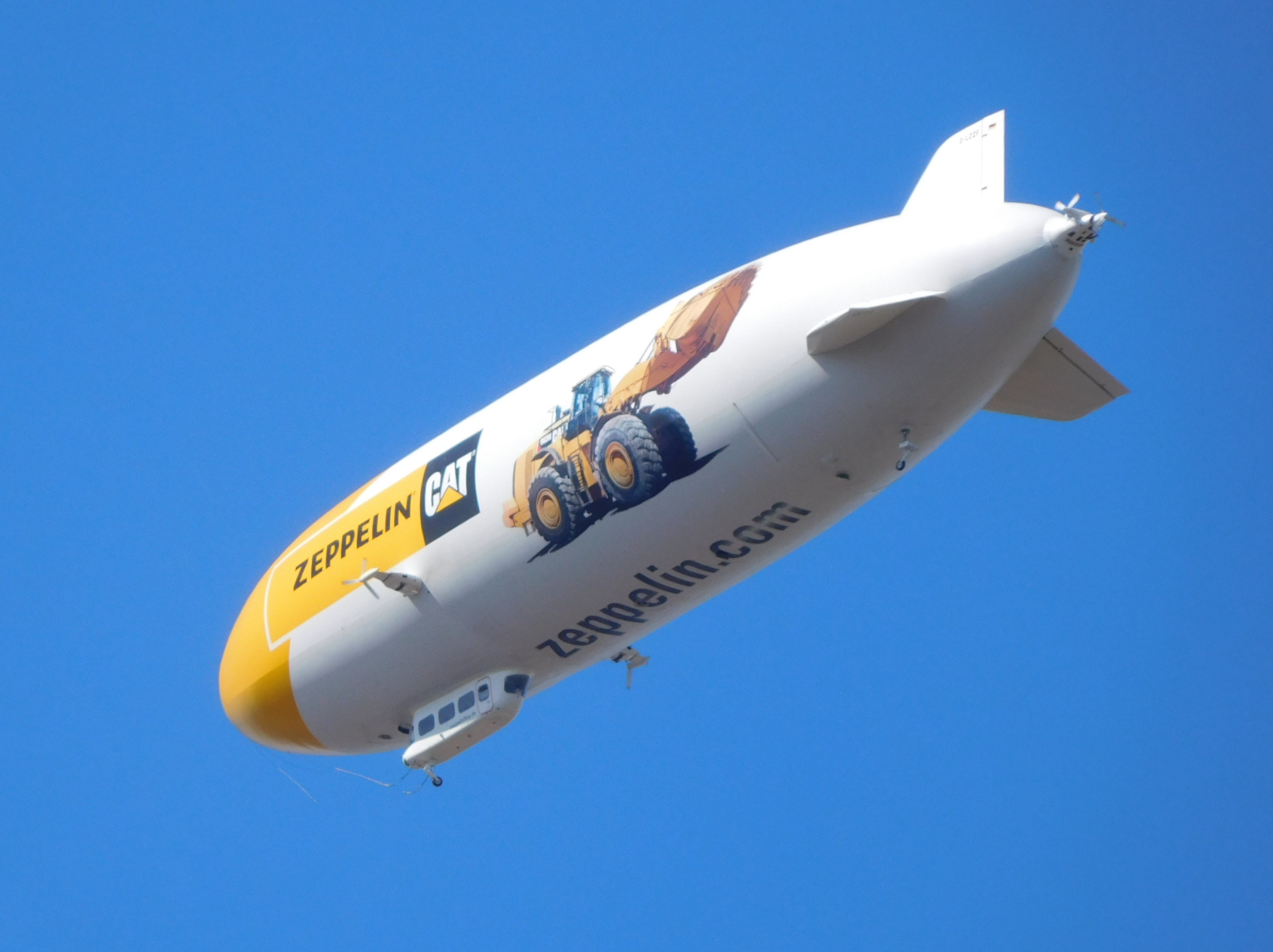
Zeppelin NT sobre Praga

Casi 50 años después de su desaparición, la empresa recuperó sus activos residuales, y durante 1993 se restableció la empresa matriz del actual fabricante Zeppelin. Posteriormente, en 2001, se creó la empresa operativa que produce los actuales Zeppelines.
El desarrollo y la construcción modernos que encarna el Zeppelin NT habían sido financiados por una antigua dotación, que inicialmente se financió con el dinero sobrante de la antigua empresa Zeppelin, que había estado bajo la administración fiduciaria del alcalde de Friedrichshafen. Se había colocado una estipulación sobre la dotación que limitaba el uso de sus fondos al campo de las aeronaves. Con el paso de los años, el valor de inversión de la donación creció hasta un punto en el que se volvió viable que los fondos se utilizaran con el propósito de diseñar, desarrollar y construir una nueva generación de Zeppelines. En 1988 comenzaron las primeras consideraciones sobre la viabilidad tecnológica y económica de reactivar la industria Zeppelin; incluyendo el estudio de la documentación histórica de Zeppelin, así como diseños actuales de aeronaves. En diciembre de 1990, un estudio de viabilidad y el programa de investigación de mercado que lo acompañaba encontraron un potencial de ventas inicial para alrededor de 80 aeronaves Zeppelin con fines tales como turismo, publicidad e investigación científica. A mediados de 1991, el equipo de desarrollo recién formado presentó varias patentes sobre diversas tecnologías que luego se utilizarían en el dirigible posterior, que incluían configuraciones de hélices, diseño de estructuras y vigas, y utilización de ballonetes (recámaras interiores). En marzo de 1991, se demostró un modelo accionado con control remoto, que se dice que reveló excelentes características de vuelo desde el principio.
En septiembre de 1993, se fundó Zeppelin Luftschifftechnik GmbH (ZLT) en Friedrichshafen como una escisión corporativa de la empresa Zeppelin original, con el fin de desarrollar y producir una nueva generación de Zeppelines, más tarde conocida como Zeppelin NT (Nueva Tecnología). En la primavera de 1994, se estaban realizando estudios preparatorios para un prototipo de tamaño completo. En 1995, la Oficina Federal de Aeronáutica Civil, la autoridad de Aviación Civil del Estado de Alemania, reconoció oficialmente a ZLT como una organización de diseño y aprobó nuevas normas de construcción para dirigibles. En noviembre de 1995, comenzó el ensamblaje final del primer prototipo de dirigible, que se promovió como el primer dirigible rígido producido por la firma desde la Segunda Guerra Mundial. En julio de 1996, se presentó al público y a los medios de comunicación el prototipo en construcción del Zeppelin NT 07. En septiembre de 1997, el prototipo realizó su primer vuelo en Friedrichshafen; durante el que el piloto de pruebas estadounidense Scott Danneker voló durante un total de 40 minutos.
El 3 de mayo de 2011, Goodyear confirmó sus intenciones de restablecer su asociación histórica con Luftschiffbau Zeppelin. En consecuencia, Goodyear realizó un pedido de tres modelos Zeppelin NT LZ N07-101 con planes de comenzar a operar en enero de 2014. El Zeppelin NT es el sucesor del dirigible no rígido de Goodyear, el GZ-20 en la publicidad de dirigibles de Goodyear. La primera de estas aeronaves, denominada "Wingfoot One", se introdujo a mediados de 2014.

## Aeronaves de ala fija
- Zeppelin-Staaken Riesenflugzeuge (Primera Guerra Mundial, para la Luftstreitkräfte imperial alemana)
- Fliegende Panzerfaust
- Zeppelin Rammer